# Spaten-Franziskaner-Bräu

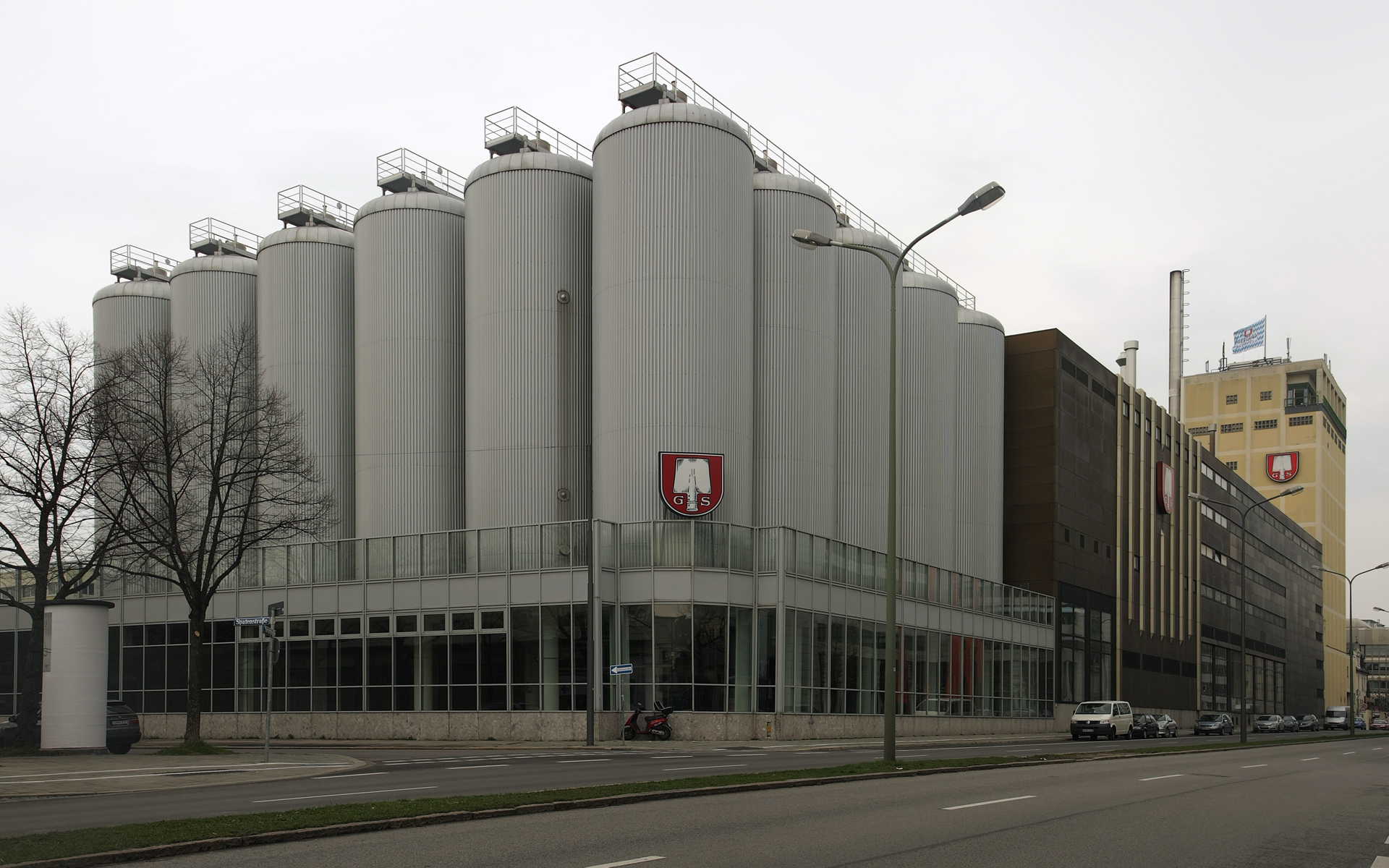
Fábrica de Spaten-Franziskaner-Bräu en Múnich

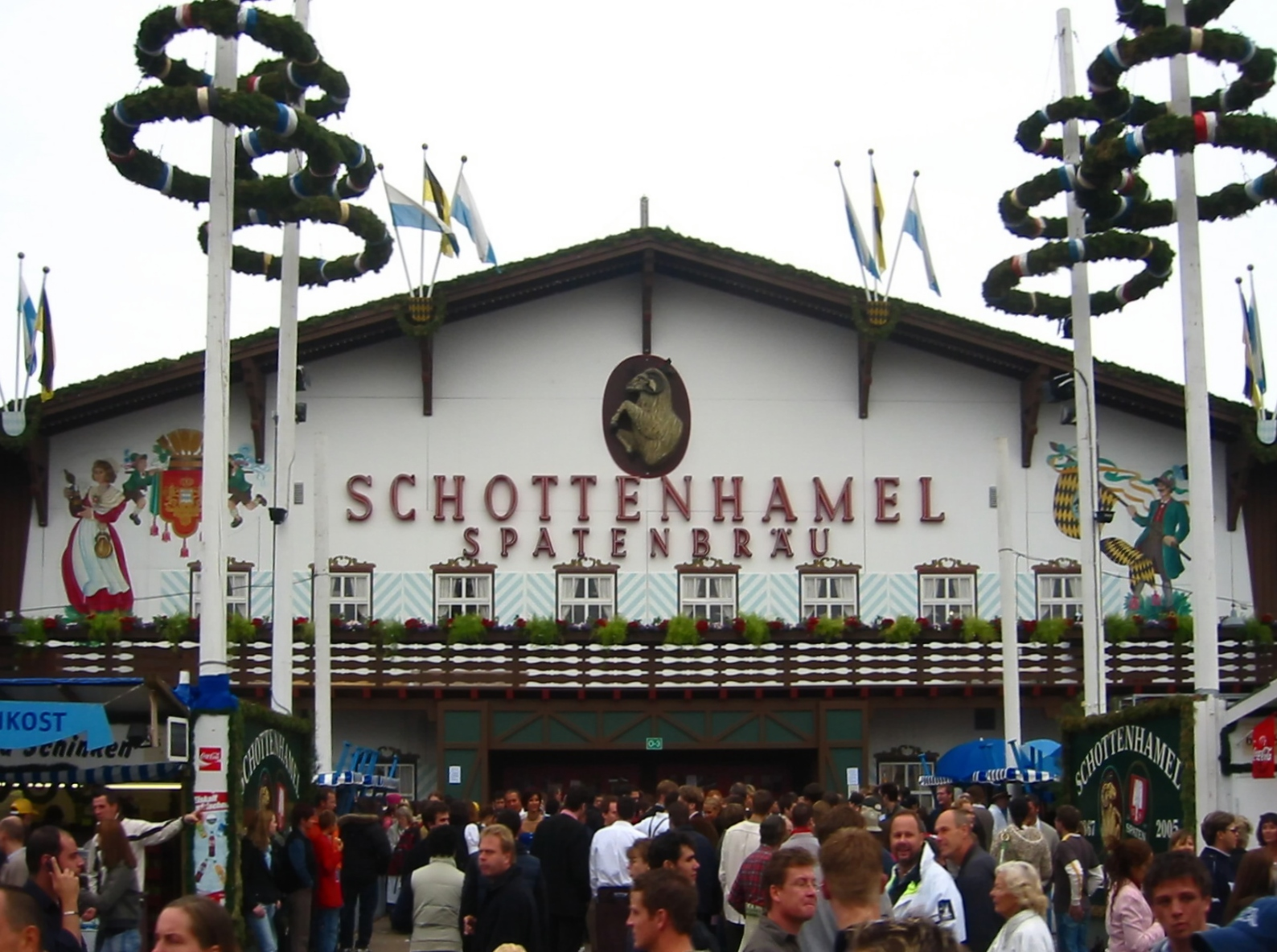

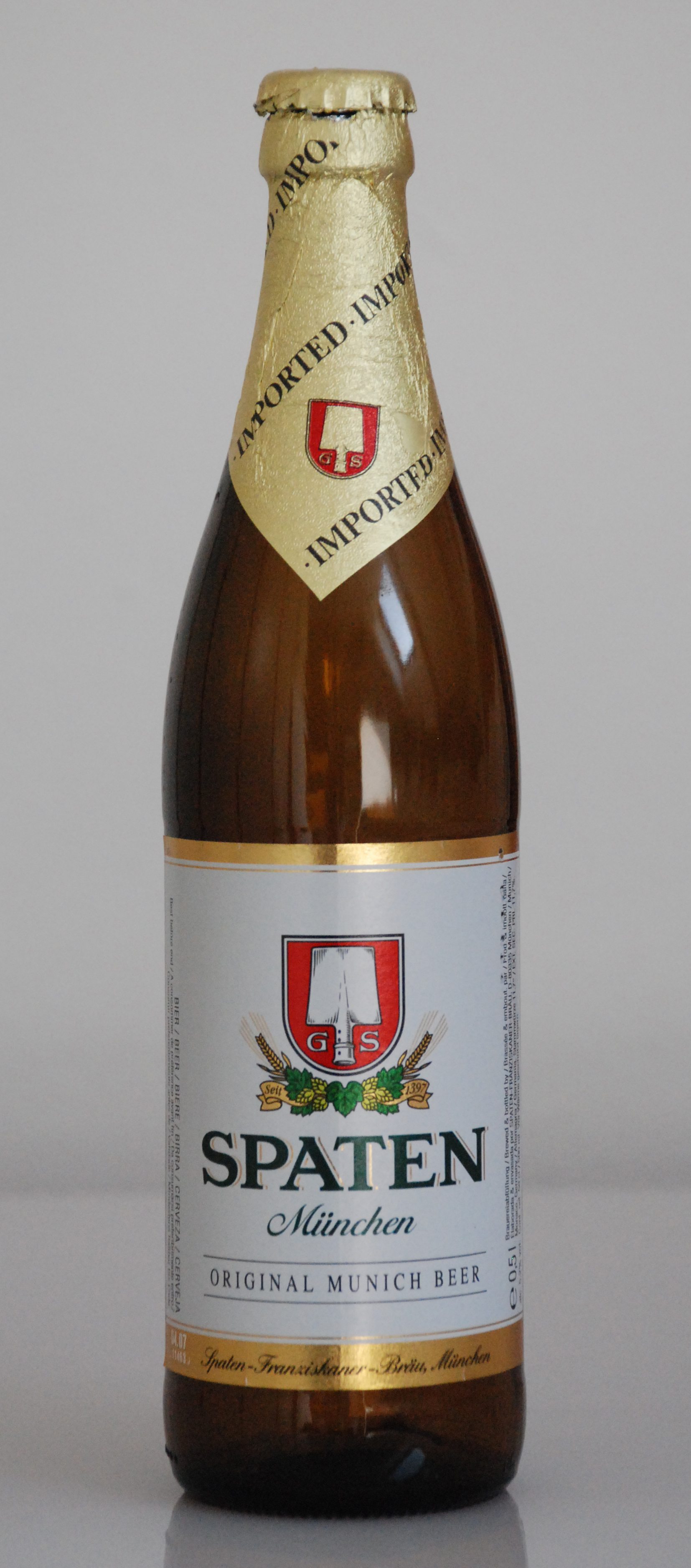
Cerveza Spaten.

Spaten-Franziskaner-Bräu GmbH es una empresa alemana dedicada a la fabricación de cerveza con sede en Múnich (Baviera). Es propiedad de Spaten-Löwenbräu-Gruppe, que forma parte de la empresa belga Anheuser-Busch InBev. Sus productos son cervezas de las marcas Spaten y Franziskaner.

## Historia
En 1397 la Welser Prew fue mencionada por primera vez en Múnich. La propiedad cambió a menudo hasta que la empresa se mudó en 1854 a su actual localización. En 1867 se convirtió en la empresa cervecera más grande de la ciudad. En 1909 la empresa comenzó a suministrar cerveza a América del Norte. En 1922 la Spaten-Brauerei y Franziskaner-Leist-Bräu se unieron para formar una sociedad anónima. En 1924 fue inventado el eslogan publicitario "Lass Dir raten, trinke Spaten" (literalmente "Déjese aconsejar, beba Spaten"), que aún se usa. La empresa alcanzó la producción de un millón de hectolitros (852.168 barriles o 21.996.925 galones) en 1992. En 1997 se unió con Löwenbräu AG para formar el Spaten-Löwenbräu-Gruppe, que fue vendido a Interbrew en 2003. Los bienes inmuebles de la empresa fueron separados en el SGI Seldmayr Grund und Immobilien. En 2004 Interbrew y la Brazilian Companhia de Bebidas das Américas (AmBev) se unieron para crear InBev. La casa en el Marsstraße en Múnich fue cerrada debido a la falta de trabajo en 2006, y en la actualidad es un museo de la empresa.

## Productos
"Spaten" significa pala en alemán, y el símbolo de la marca es una pala de malta. "Franziskaner" significa Franciscano, y en la etiqueta aparece la imagen de un fraile.
- En 1894 la Münchner Hell fue producido por la empresa por primera vez. Cuenta con un 5.2% de alcohol por volumen.
- La Pils fue la primera en ser producida en Múnich y tiene un 5.0% de alcohol por volumen.
- La Oktoberfestbier se produce en primavera y es vendida en otoño por Oktoberfest. Tiene un 5.9% de alcohol por volumen.
- La cerveza light es la Diät-Pils, que también pueden ser consumidos por personas diabéticas; (100 ml contienen alrededor de 134 kJ, 32 kcal). Cuenta con un 4.9% de alcohol por volumen. También existe la cerveza sin alcohol.
- La Franziskaner Weissbier tiene un 5.0% de alcohol por volumen.
- Doppelbock Optimator tiene un 7.2% de alcohol por volumen.

## Lecturas recomendadas
- Behringer, Wolfgang: Die Spaten-Brauerei 1397-1997. Die Geschichte eines Münchner Unternehmens vom Mittelalter bis zur Gegenwart. München: Piper 1997. ISBN 3-492-03600-7.
- Sedlmayr, Fritz: Die Geschichte der Spatenbrauerei und brauereigeschichtliche Beiträge 1807-1874. Band I. München 1934, Band II. Nürnberg 1949.